# Quito Sur (Trolebús de Quito)
Quito Sur es la decimoprimera parada del Corredor Trolebús, en el sur de la ciudad de Quito. Se ubica en la avenida teniente Hugo Ortiz, intersección con Manglaralto, en la parroquia San Bartolo. Fue construida durante la administración del alcalde Roque Sevilla e inaugurada durante la administración de Paco Moncayo (2000), como parte de la primera ampliación del sistema hacia el extremo más meridional de la urbe.
El 27 de mayo de 2016, durante la alcaldía de Mauricio Rodas, fue reinaugurada tras un proceso de remodelación que incluyó no sólo el cambio de aspecto de la estructura con vidrio transparente y techos ecológicos, sino que también se la dotó internamente con red gratuita de wifi, iluminación led, accesibilidades para gente con discapacidad y un moderno sistema de vigilancia.
Toma su nombre del barrio homónimo en el que se encuentra la estructura, sirviendo al sector circundante. Su ícono representativo hace referencia a una ventana, donde se puede apreciar al sur de Quito, y desde la que también se observa a la Virgen del Panecillo.